# Lepidodermella broa
Lepidodermella broa is een buikharige uit de familie Chaetonotidae. Het dier komt uit het geslacht Lepidodermella. Lepidodermella broa werd in 1991 voor het eerst wetenschappelijk beschreven door Kisielewski. 